# Pioussay

Pioussay este o comună în departamentul Deux-Sèvres, Franța. În 2009 avea o populație de 323 de locuitori.